# (15384) Samková
(15384) Samková (1997 SC4) – planetoida z pasa głównego asteroid okrążająca Słońce w ciągu 5,03 lat w średniej odległości 2,94 j.a. Odkryta 26 września 1997 roku.